# جزيرة شعاب أم عاتي (ميدي)

تعديل مصدري - تعديل

جزيرة شعاب أم عاتي هي إحدى جزر مديرية ميدي التابعة لمحافظة حجة.